# Seki Kowa

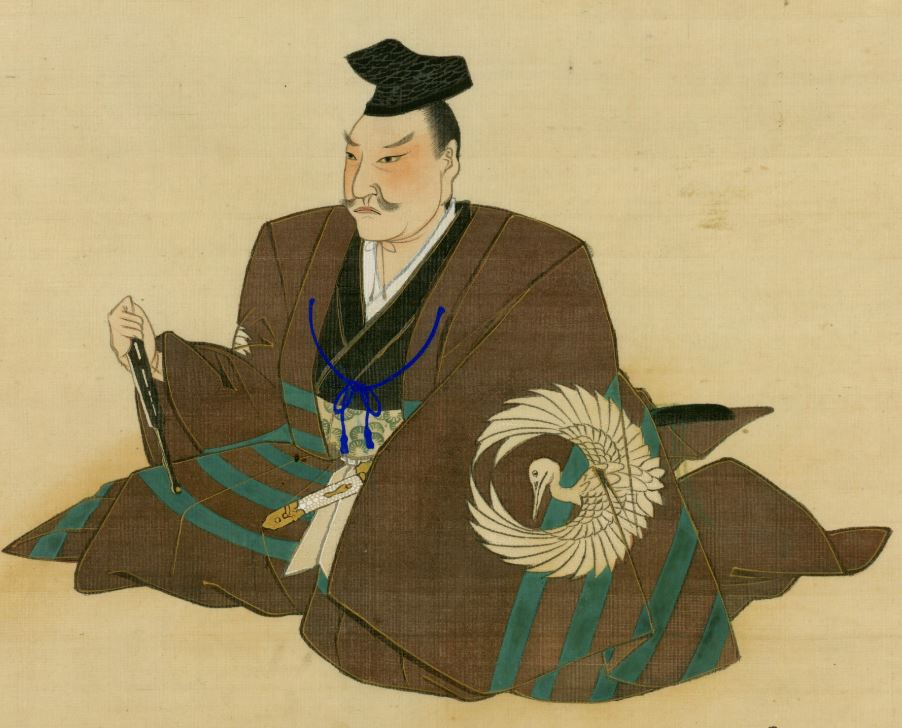
Kōwa Seki

Kōwa Seki (Japans: 関 孝和 Seki Takakazu) (Fujioka (Kozuke), maart 1642 – Tokio, 24 oktober 1708) was een Japanse wiskundige, die een nieuwe notatie ontwierp en die toepaste bij de onafhankelijke ontdekking van een groot aantal stellingen die pas recent in het Westen waren bewezen of daar korte tijd later zouden worden ontdekt. Hij was een tijdgenoot van Gottfried Wilhelm Leibniz en Isaac Newton, hoewel het niet bekend is dat hij ooit contact met hen of hun werken heeft gehad.
Seki werd geboren als de tweede zoon van de samoerai Nagaakira Uchiyama. Hij gold al vroeg als een wiskundig wonderkind. Op jonge leeftijd werd hij geadopteerd door Seki Gorozaemon, een hoge samurai, teneinde de Seki familienaam voort te zetten. Kowa Seki bekleedde diverse posities bij de Heer van Kofu, Tokugawa Tsunashige (tot 1678), en later bij diens zoon, de latere shogun Tokugawa Ienobu.
Zijn reputatie als grondlegger van de Japanse wiskunde is in hoge mate gebaseerd op sociale hervormingen die hij doorvoerde om wiskundig onderzoek breder toegankelijk te maken en daarmee te stimuleren. Niettemin is het moeilijk om zijn precieze bijdrage aan de ontwikkeling van de wiskunde in Japan vast te stellen, omdat leerlingen als Takebe Katahiro en zijn broer Kataaki zijn werk zowel verspreidden als uitdiepten zonder daarbij veel onderscheid te maken tussen Seki's oorspronkelijke werk en hun eigen bijdrage.
Tot zijn vernieuwingen behoorde het gebruik van symbolen uit het Kanji om onbekenden in zijn vergelijkingen weer te geven, en op die wijze vergelijkingen tot en met de vijfde graad te analyseren. Daarbij introduceerde hij onder meer het equivalent van de discriminant. Verder was hij in staat om pi tot op 10 decimalen nauwkeurig te berekenen.